# États provinciaux (Pays-Bas)
Pour les articles homonymes, voir États provinciaux.
Les États provinciaux (en néerlandais : Provinciale Staten) sont la branche législative du gouvernement des provinces des Pays-Bas. Les membres des États provinciaux sont élus directement par les électeurs habitant la province, leur mandat étant de quatre ans.

## Organisation
Dans chaque province, les sièges composant les États provinciaux sont pourvus pour quatre ans au scrutin proportionnel plurinominal avec listes ouvertes et vote préférentiel, sans seuil électoral, dans une unique circonscription correspondant aux limites de la province.
Les électeurs disposent d'un vote préférentiel qu'ils peuvent attribuer à l'un des candidats de la liste qu'ils choisissent. Après décompte des suffrages, la distribution des sièges se fait à chaque parti à la proportionnelle, selon la méthode D'Hondt, qui favorise les gros partis. Les sièges sont ensuite attribués aux candidats des partis dans l'ordre établi par leur listes. Cependant, si un candidat d'une liste recevant un siège réunit un nombre de votes préférentiels représentant au moins 25 % du quotient électoral — le total de suffrages exprimés divisé par le nombre de sièges à pourvoir —, un siège lui est attribué en priorité. Si plusieurs candidats d'une même liste franchissent ce seuil, les sièges leur sont attribués par ordre décroissant de vote préférentiel. Une fois répartis les sièges des candidats « préférés », la répartition reprend suivant l'ordre établi par les listes,.
Le nombre de sièges dans chaque province varie en fonction de sa population. Il est au minimum de 39 pour les provinces de moins de 400 000 habitants et au maximum de 55 pour celles de plus de 2 000 000 d'habitants. Début 2023, le total de sièges cumulé dans les douze États est de 570.
Les membres cumulés des douze États provinciaux constituent l'un des collèges électoraux utilisés deux mois plus tard pour les élections sénatoriales afin de renouveler les membres de la Première Chambre, la chambre haute du Parlement néerlandais.
Dans les communes ultramarines de Bonaire, Saba et Saint-Eustache, qui constituent les Pays-Bas caribéens, les résidents néerlandais élisent en même temps que les élections provinciales leurs représentants, qui forment des collèges électoraux à part qui se joignent à celui continental (et celui des résidents de l'étranger, depuis 2023) lors de ces élections sénatoriales,,.
Les élections se tiennent à la même date pour toutes les provinces du royaume. Les États provinciaux, constitués d'une chambre par province, ne peuvent être dissous. Chaque État provincial élu choisit, également pour une période de quatre ans, les membres de la députation provinciale (Gedeputeerde Staten) qui exerce le pouvoir exécutif local.
L'État provincial est présidé par le commissaire du Roi (Commissaris van de Koning), qui n'est pas un élu mais un fonctionnaire nommé par le gouvernement des Pays-Bas pour une période de six ans. Il préside également la députation provinciale.
Bien que proche dans leur structure des trois États d'outre-mer (Aruba, Curaçao et Saint-Martin), l'autonomie des États provinciaux est moins forte dans les provinces de l'État des Pays-Bas où ils exercent une compétence locale plus limitée. En effet ces provinces relèvent du droit commun de l'État des Pays-Bas dans de nombreux domaines et ne sont pas dotés d'un gouvernement exécutif propre (même si la députation provinciale remplit des fonctions exécutives dans les domaines de compétence qui leur sont localement dévolus).